# Huneckia
Huneckia is een geslacht van schimmels uit de familie Teloschistaceae. De typesoort is Huneckia pollinii.

## Soorten
Volgens Index Fungorum telt het geslacht vier soorten (peildatum maart 2022):
| Soortnaam           | Auteur(s)                                                                                | Publicatiejaar |
| ------------------- | ---------------------------------------------------------------------------------------- | -------------- |
| Huneckia crocina    | (Kremp.) Wilk                                                                            | 2021           |
| Huneckia pollinii   | (A. Massal.) S.Y. Kondr., Kärnefelt, Elix, A. Thell, Jung Kim, A.S. Kondr. & Hur         | 2014           |
| Huneckia rheinigera | (Elix & S.Y. Kondr.) S.Y. Kondr., Kärnefelt, Elix, A. Thell, Jung Kim, A.S. Kondr. & Hur | 2014           |
| Huneckia wrightii   | (Tuck.) Arup, Søchting & Bungartz                                                        | 2020           |